# Bilanzänderung
Der Rechtsbegriff Bilanzänderung bezeichnet einen fehlerhaften Bilanzansatz in der Steuerbilanz, der durch einen anderen gesetzlich wahlweise zulässigen Bilanzansatz ersetzt werden kann (§ 4 Abs. 2 EStG).
So kann beispielsweise die Abschreibungsmethode statt degressiv in linear geändert werden. Nach Einreichung der Bilanz beim Finanzamt kann diese nur noch geändert werden, wenn dies in einem engen zeitlichen und sachlichem Zusammenhang mit einer Bilanzberichtigung erfolgt.